# Merriamoceros coronatus
Merriamoceros es un género extinto de mamífero artiodáctilo antilocáprido que vivió durante el Mioceno en América del Norte. Solo se conoce a su especie tipo, M. coronatus.

## Descubrimiento y denominación

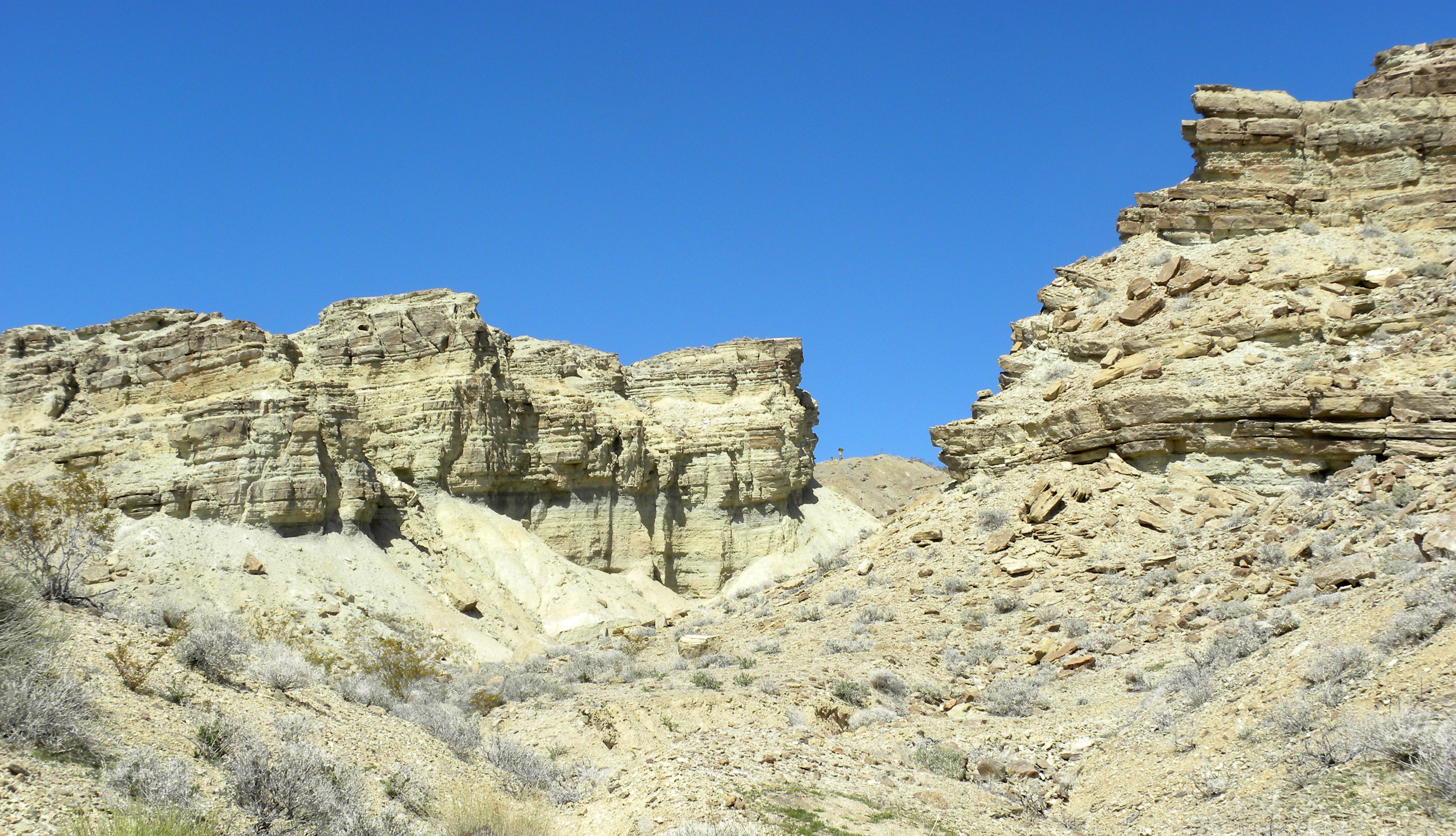
La Formación Barstow en la cual se descubrió a Merriamoceros.

El espécimen tipo (UCMP 20052) que define a esta especie fue nombrado Merriamoceros coronatus por su descubridor, J.M. Merriam. Es conocido a partir de un cráneo parcial (un solo cuerno o asta fragmentario). Los restos de Merriamoceros se han hallado en formaciones rocosas que datan de inicios del Mioceno, entre 15.9 a 13.6 millones de años. Su localidad tipo es un horizonte terrestre  Barstoviense de la Formación Barstow en California, Estados Unidos.
Merriamoceros fue nombrado en principio como una especie de Ramoceros, pero más tarde J. T. Gregory lo elevó a nivel de género, estableciendo que sus cuernos de tipo palmeado tenía características distintivas y requerían una clasificación independiente. La serie ontogénica discutida por C. Frick proporcionó un mayor apoyo a la hipótesis de la homología entre los cuernos de Ramoceros y Merriamoceros, con los juveniles de Merriamoceros con tres cuernos, que se asemejan a los de Paramoceros. La ontogenia de los cuernos de estos dos géneros separados marca un linaje evolutivo distinto.

## Descripción
Merriamoceros era un pariente extinto del actual berrendo (Antilocapra americana), el cual es un mamífero artiodáctilo nativo del interior del centro y oeste de América del Norte. Sus restos indican que tenía cuernos palmeados y un tamaño corporal reducido. Es el miembro más antiguo conocido de la familia Antilocapridae. Estaba relacionado de cerca con Ramoceros y Merycodus.
Como sus parientes modernos, era un herbívoro cuadrúpedo y se alimentaba de los pastos que crecían en las planicies de su época. Se desconoce si Merriamoceros tenía algún depredador en particular y se desconoce mucho acerca de su paleobiología, pero se asume que sería como el resto de sus parientes modernos y extintos: sería de pelaje corto y un buen corredor. Merriamoceros tenía algunos de los más intrincados apéndices craneales en esta familia, cuyas puntas estaban situadas arriba y a lo largo de los bordes externos de los cuernos. Como otras especies relacionadas, estos cuernos estarían cubiertos inicialmente de piel, la cual se iría desprendiendo hasta exponer el hueso.